# أندريا بيك
أندريا بيك (بالإنجليزية: Andrea Beck)‏ هي كاتبة للأطفال وكاتِبة بريطانية، ولدت في 25 أكتوبر 1956.

## وصلات خارجية
- الموقع الرسمي